# زوگوت
زوگوت (عبری: הַזּוּגוֹת) (انگلیسی: Zugot) در اصطلاح اشکنازی به معنی «دوتایی»، اشاره به دوره دویست ساله (از ۳۰ قبل از میلاد مسیح تا ۱۷۰ میلادی) بزرگان روحانی یهودی تلمودی دارد.
در زمان معبد دوم رهبری معنوی یهودیان در دست پنج جفت از استادان بزرگ آنان قرار داشت که یکی از آنان بعنوان ناسی (رئیس دادگاه) و دیگری آو بت دین (مشاور دادگاه) نامیده می‌شد.
پس از این دوره نام‌های ناسی و آو بت دین همچنان باقی ماندند ولی دیگر زوگوت بحساب نمی‌آمدند.

## عصر زوگوت
عصر زوگوت (زوج‌ها) تا حد زیادی، با دوره حاکمیت یونان بر فلسطین (۳۳۲–۱۴۰ ق. م) و به دنبال آن، دورۀ سلسله حشمونائیم (۱۴۰–۳۷ق. م) همزمان است. از لحاظ فرهنگی، این دوره دورۀ مقابله بود؛ مقابله با یونانیان سلوکی، مقابله با تأثیرهای هلنیستی، و مقابله با فرقه‌های مختلفی که در طول این دوره شکل گرفته بودند.

## فهرست زوگوت‌ها[۱]
تعداد پنج زوج از استادان روحانی وجود داشته‌است:
1. یوسی بن یوعزر و یوسی بن یوحنان که در زمان جنگ‌های استقلال مکابیان شکوفا شد.
2. یوشع بن فراحیا و نیتای هاربلا در زمان یوهانس هورکانوس
3. یهودا بن طابای و شمعون بن شاتخ در زمان الکساندر یانائوس و سالومه الکساندرا
4. شماعیا و آبطالیون در زمان هورکانوس دوم
5. هیلل و شمای هازدک در زمان پادشاه هیرود بزرگ